# Gnathia nkulu
Gnathia nkulu är en kräftdjursart som beskrevs av Smit och Van As 2000. Gnathia nkulu ingår i släktet Gnathia och familjen Gnathiidae. Inga underarter finns listade i Catalogue of Life.